# Walter Hetzel
Walter Hetzel (* 8. September 1924 in Ulm; † 5. Januar 2021 in Stuttgart) war ein deutscher römisch-katholischer Priester. Er war als Schüler Mitglied einer der beiden „Ulmer Abiturientengruppe“ im Umfeld der Weißen Rose.

## Leben
Walter Hetzel wuchs in einfachen Verhältnissen auf. Schon früh geriet er wegen seiner christlichen Überzeugung in Gegensatz zu den Nationalsozialisten. Im Herbst 1941 verschickte er, damals 17 Jahre alt, zusammen mit seinem Klassenkameraden Heinz Brenner heimlich den Text einer Predigt des Münsteraner Bischof Clemens August Graf von Galen gegen die sogenannte „Euthanasie“; ein Exemplar erhielt die Familie Scholl in Ulm. Diese Aktion und der Text des Flugblatts haben Hans Scholl nach der Erinnerung seiner Schwester Inge elektrisiert:
„Hans ist tief erregt, nachdem er diese Blätter gelesen hat. ‚Endlich hat einer den Mut zu sprechen.‘ Eine Zeitlang betrachtet er nachdenklich die Drucksachen und sagt schließlich: ‚Man sollte einen Vervielfältigungsapparat haben.‘“
Möglicherweise haben Walter Hetzel und Heinz Brenner durch ihre mutige Aktion zur Bildung der „Weißen Rose“ mit beigetragen.
Seit Herbst 1942 fungierte Hetzel als „Briefkasten“ für Sophie Scholls Kontakte zu einer Widerstandsgruppe, die aus seinen Klassenkameraden Heinrich Guter, Hans Hirzel, Franz Müller sowie der Studentin Susanne Hirzel bestand. Heinz Brenner und Hetzel wussten jedoch nichts Genaues von deren Widerstandsaktionen; das Gleiche galt umgekehrt, weshalb der Begriff von „der“ (einen) „Ulmer Schülergruppe“ bzw. „Ulmer Abiturientengruppe“ missverständlich ist: Am Gymnasium Ulm gab es zwei unabhängig voneinander handelnde Widerstandsgruppen in einer Klasse.

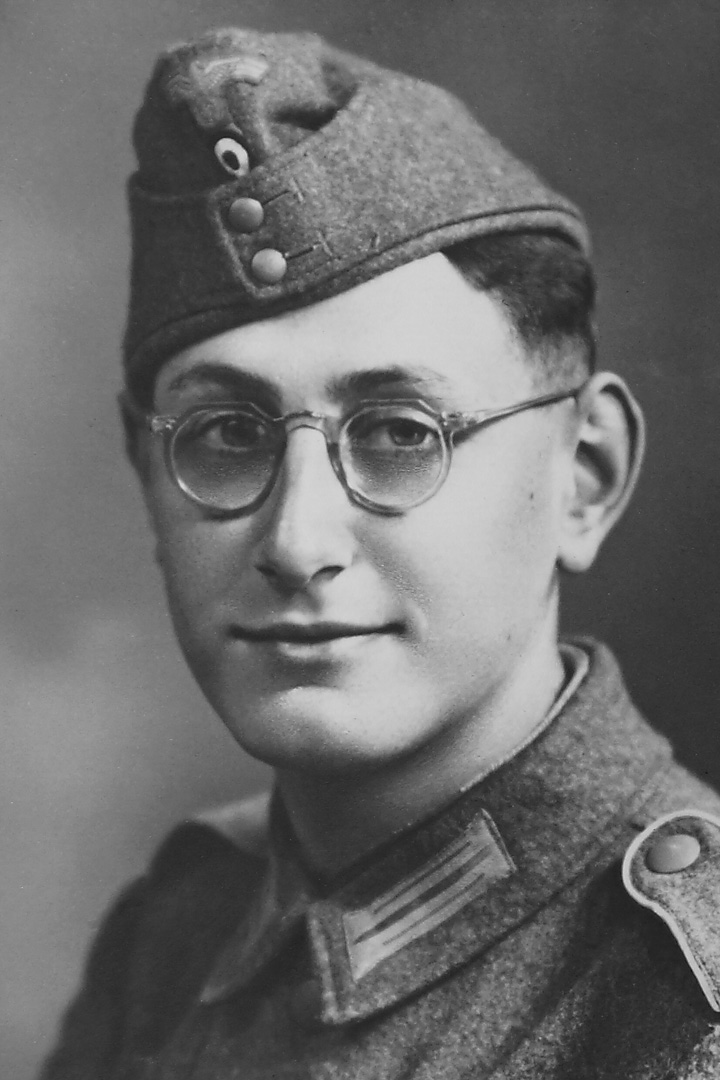
Walter Hetzel 1943 in Uniform

Nachdem die Gestapo Hetzels Namen in Sophie Scholls Adressbuch entdeckt hatte, wurde er, bereits Soldat, vor ein Militärgericht gestellt. Statt einer formellen Verurteilung wurde er von Frankreich aus zu einem „Himmelfahrtskommando“ in die Sowjetunion abkommandiert, wo er an Weihnachten 1943 ein Gemetzel nahe Kiew knapp überlebte.

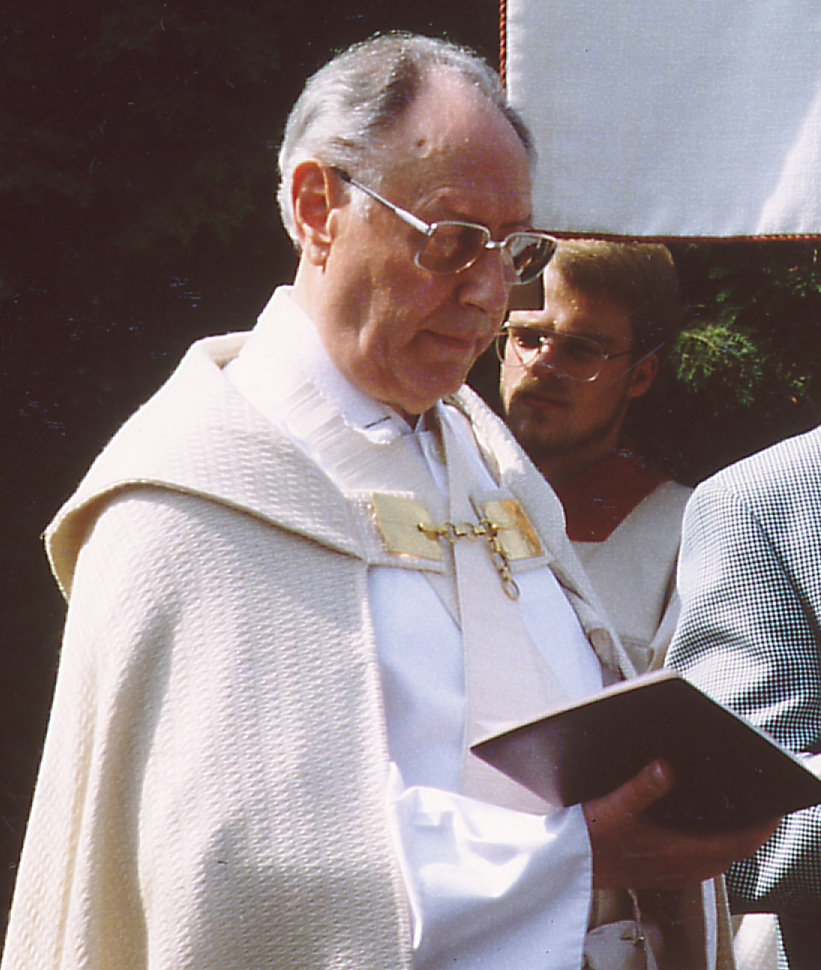
Walter Hetzel 1993

Nach Kriegsende studierte Hetzel Katholische Theologie in Tübingen, ab 1950 war er Vikar bzw. Kaplan in mehreren württembergischen Gemeinden und von 1963 bis 1993 Pfarrer an der Heilig-Kreuz-Kirche Stuttgart-Sommerrain. Seine letzten Lebensjahre verbrachte er, körperlich schwach, aber geistig sehr rege und interessiert, in einem Seniorenstift in Stuttgart.

## Gedenken
Walter Hetzel wird in der Dauerausstellung der DenkStätte Weiße Rose am Lichthof der Ludwig-Maximilians-Universität München im Kapitel „Ausweitung des Widerstands“ erwähnt.
Er wird auf einer Tafel in der DenkStätte Weiße Rose in der Volkshochschule Ulm ebenfalls erwähnt. 

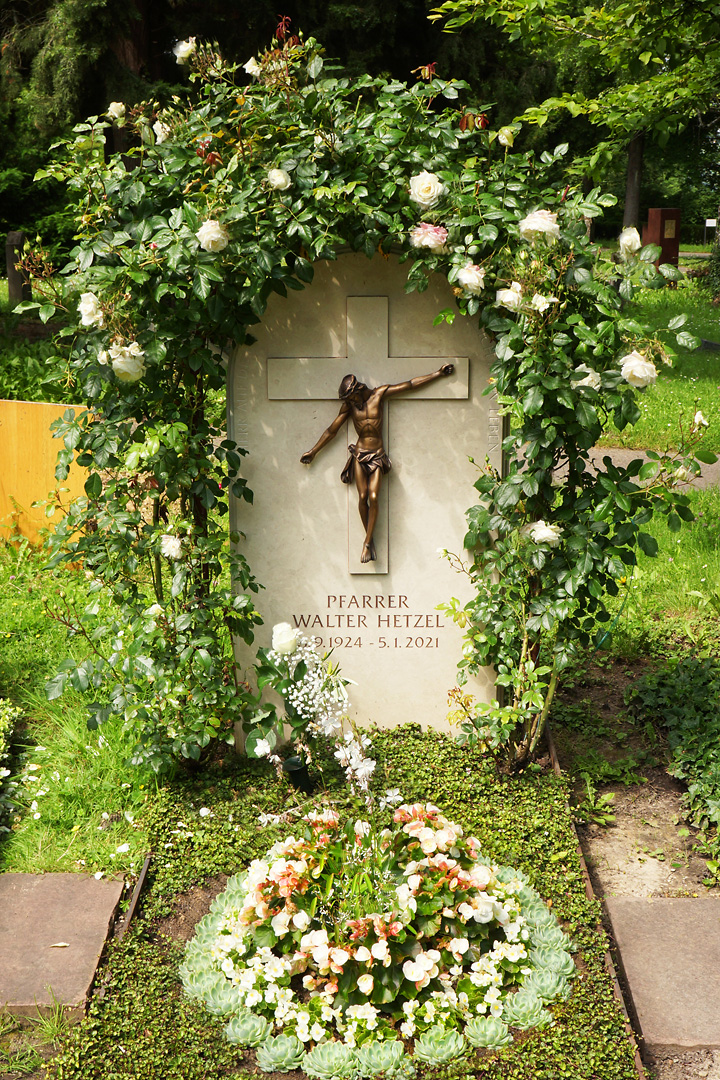
Walter Hetzels Grab 2024